# Suối Đờn
Suối Đờn chảy qua vùng Bình Hòa, thuộc địa phận phường Lái Thiêu, thành phố Thuận An, tỉnh Bình Dương. Suối có chiều rộng 3 mét, sâu từ 1 mét đến 1 mét rưỡi. Cách đây khoảng trên 100 năm, ông Nguyễn Văn Hoài đã thiết kế thành một dàn đờn mà âm thanh nhạc điệu được tạo ra bởi sức nước chảy lấy từ con suối nói trên tác động vào hệ thống dàn nhạc cụ do ông tự làm ra chính vì vậy nó được gọi là Suối Đờn.